# Avenue de l'Armée
L'avenue de l'Armée (en néerlandais: Legerlaan) est une avenue bruxelloise de la commune d'Etterbeek qui va de l'avenue de Tervueren à la rue Père De Deken en passant par la rue des Aduatiques, la rue des Bollandistes et la rue Charles Legrelle.
La numérotation des habitations va de 1 à 135 pour le côté impair et de 2 à 128 pour le côté pair.

## Adresses notables
- no 7 : se trouve une remarquable pharmacie, Debrus-Tensi, connue pour son choix de médicaments homéopathiques[1].
- no 57 : Dans le jardin de cette maison se trouve un Ilex aquifolium 'Pyramidalis' (Houx), repris dans l'inventaire des arbres remarquables de la Région Bruxelloise[2].
- no 63 : L&A Peiffer Communication & Design, société spécialisée dans la conception d'emballages et de matériel publicitaire[3].